# Porotrichum pennaefrondeum
Porotrichum pennaefrondeum är en bladmossart som beskrevs av C. Müller 1876. Porotrichum pennaefrondeum ingår i släktet Porotrichum och familjen Neckeraceae. Inga underarter finns listade i Catalogue of Life.